# 阿梅代奥·泰西托里
阿梅代奥·泰西托里（義大利語：Amedeo Tessitori，1994年10月7日—），意大利男子篮球运动员，场上位置是中锋。他曾代表意大利国家队参加2020年夏季奥林匹克运动会男子篮球比赛。